# Équipe d'Ukraine féminine de basket-ball
Cet article traite de l'équipe féminine. Pour l'équipe masculine, voir Équipe d'Ukraine masculine de basket-ball.
Maillots
L'équipe d'Ukraine de basket-ball est la sélection des meilleures joueuses ukrainiennes de basket-ball. Elle est placée sous l'égide de la Fédération d'Ukraine de basket-ball. Les joueuses ukrainiennes évoluent avec la sélection soviétique jusqu'en 1991. En 1992, les athlètes ukrainiens disputent les Jeux olympiques de Barcelone sous les couleurs de l'Équipe unifiée.
L'Ukraine remporte un titre de championne d’Europe lors de l'édition de 1995.

## Histoire

### L'indépendance
Avant l'indépendance de l'Ukraine de l'Union soviétique en 1991, des joueuses ukrainiennes participaient à des compétitions internationales au sein de l'équipe nationale soviétique. À cette époque, l'URSS était l'une des équipes nationales les plus performantes au monde.

## Résultats

### Palmarès
| Compétitions mondiales                             | Compétitions continentales           |
| -------------------------------------------------- | ------------------------------------ |
| - Jeux olympiques - Néant - Coupe du monde - Néant | - EuroBasket (1) - Vainqueur en 1995 |

### Parcours en compétitions internationales

#### Jeux olympiques
| Année | Position                      |      | Année         | Position |               | Année | Position |
| 1976  | Membre de l' Union soviétique | 1996 | 4e            | 2016     | Non qualifiée |       |          |
| 1980  | Membre de l' Union soviétique | 2000 | Non qualifiée | 2020     | Non qualifiée |       |          |
| 1984  | Membre de l' Union soviétique | 2004 | Non qualifiée | 2024     | Non qualifiée |       |          |
| 1988  | Membre de l' Union soviétique | 2008 | Non qualifiée | 2028     | -             |       |          |
| 1992  | Membre de l' Équipe unifiée   | 2012 | Non qualifiée | 2032     | -             |       |          |

#### Coupe du monde
| Année | Position                      |      | Année                         | Position |               | Année | Position |
| 1953  | Membre de l' Union soviétique | 1979 | Membre de l' Union soviétique | 2006     | Non qualifiée |       |          |
| 1957  | Membre de l' Union soviétique | 1983 | Membre de l' Union soviétique | 2010     | Non qualifiée |       |          |
| 1959  | Membre de l' Union soviétique | 1986 | Membre de l' Union soviétique | 2014     | Non qualifiée |       |          |
| 1964  | Membre de l' Union soviétique | 1990 | Membre de l' Union soviétique | 2018     | Non qualifiée |       |          |
| 1967  | Membre de l' Union soviétique | 1994 | Non qualifiée                 | 2022     | Non qualifiée |       |          |
| 1971  | Membre de l' Union soviétique | 1998 | Non qualifiée                 | 2026     | -             |       |          |
| 1975  | Membre de l' Union soviétique | 2002 | Non qualifiée                 | 2030     | -             |       |          |

#### EuroBasket
| Année | Position                      |      | Année                         | Position |               | Année | Position |
| 1938  | Membre de l' Union soviétique | 1976 | Membre de l' Union soviétique | 2003     | 11e           |       |          |
| 1950  | Membre de l' Union soviétique | 1978 | Membre de l' Union soviétique | 2005     | Non qualifiée |       |          |
| 1952  | Membre de l' Union soviétique | 1980 | Membre de l' Union soviétique | 2007     | Non qualifiée |       |          |
| 1954  | Membre de l' Union soviétique | 1981 | Membre de l' Union soviétique | 2009     | 13e           |       |          |
| 1956  | Membre de l' Union soviétique | 1983 | Membre de l' Union soviétique | 2011     | Non qualifiée |       |          |
| 1958  | Membre de l' Union soviétique | 1985 | Membre de l' Union soviétique | 2013     | 16e           |       |          |
| 1960  | Membre de l' Union soviétique | 1987 | Membre de l' Union soviétique | 2015     | 16e           |       |          |
| 1962  | Membre de l' Union soviétique | 1989 | Membre de l' Union soviétique | 2017     | 10e           |       |          |
| 1964  | Membre de l' Union soviétique | 1991 | Membre de l' Union soviétique | 2019     | 16e           |       |          |
| 1966  | Membre de l' Union soviétique | 1993 | Non qualifiée                 | 2021     | Non qualifiée |       |          |
| 1968  | Membre de l' Union soviétique | 1995 | Vainqueur                     | 2023     | Non qualifiée |       |          |
| 1970  | Membre de l' Union soviétique | 1997 | 10e                           | 2025     | Non qualifiée |       |          |
| 1972  | Membre de l' Union soviétique | 1999 | Non qualifiée                 | 2027     | -             |       |          |
| 1974  | Membre de l' Union soviétique | 2001 | 11e                           | 2029     | -             |       |          |